# Роздольне (Наурзумський район)
Роздо́льне (каз. Раздольный) — село у складі Наурзумського району Костанайської області Казахстану. Адміністративний центр та єдиний населений пункт Роздольного сільського округу.
Населення — 681 особа (2021; 1175 у 2009, 1544 у 1999, 2018 у 1989).